# 13265 Terbunkley
A 13265 Terbunkley (ideiglenes jelöléssel 1998 QP23) a Naprendszer kisbolygóövében található aszteroida. A LINEAR projekt keretében fedezték fel 1998. augusztus 17-én.